# Copa del Generalísimo de baloncesto 1972
La Copa del Generalísimo de baloncesto 1972 fue la número 36.º, donde su final se disputó en el Palacio de los Deportes de Riazor de La Coruña el 13 de abril de 1972.
La edición fue disputada por los ocho mejores equipos de la temporada 1971–72.

## Equipos clasificados
| Pos. | Equipo                    | Pts. | PJ | G  | E | P  | GF   | GC   | Dif. | Clasificación o descenso |
| ---- | ------------------------- | ---- | -- | -- | - | -- | ---- | ---- | ---- | ------------------------ |
| 1    | Real Madrid CF            | 63   | 22 | 21 | 0 | 1  | 2115 | 1455 | +660 |                          |
| 2    | CF Barcelona              | 57   | 22 | 19 | 0 | 3  | 1814 | 1469 | +345 |                          |
| 3    | Club Juventud Badalona    | 51   | 22 | 17 | 0 | 5  | 1778 | 1393 | +385 |                          |
| 4    | Picadero Damm JC          | 39   | 22 | 13 | 0 | 9  | 1531 | 1591 | −60  |                          |
| 5    | CB Estudiantes Monteverde | 36   | 22 | 12 | 0 | 10 | 1686 | 1560 | +126 |                          |
| 6    | SD Kas                    | 33   | 22 | 11 | 0 | 11 | 1741 | 1675 | +66  |                          |
| 7    | CP San José Irpen Rovilux | 29   | 22 | 9  | 2 | 11 | 1429 | 1613 | −184 |                          |
| 8    | CD Manresa La Casera      | 27   | 22 | 9  | 0 | 13 | 1713 | 1736 | −23  |                          |

 Fuente: Linguasport

## Fase previa

### Grupo A
| Pos. | Equipo                    | Pts. | PJ | G | E | P | GF  | GC  | Dif. | Clasificación            |       | RMA   | EST   | MAN    | PIC    |
| ---- | ------------------------- | ---- | -- | - | - | - | --- | --- | ---- | ------------------------ | ----- | ----- | ----- | ------ | ------ |
| 1    | Real Madrid CF            | 16   | 6  | 5 | 1 | 0 | 564 | 419 | +145 | Avanza a las semifinales |       | —     | 93–66 | 119–68 | 105–63 |
| 2    | CB Estudiantes Monteverde | 7    | 6  | 2 | 1 | 3 | 440 | 481 | −41  | Avanza a las semifinales |       | 73–73 | —     | 91–88  | 85–78  |
| 3    | CD Manresa La Casera      | 6    | 6  | 2 | 0 | 4 | 469 | 518 | −49  |                          |       | 68–83 | 77–62 | —      | 94–81  |
| 4    | Picadero Damm JC          | 6    | 6  | 2 | 0 | 4 | 457 | 512 | −55  |                          | 81–91 | 72–63 | 82–74 | —      |        |

 Fuente: Linguasport

### Grupo B
| Pos. | Equipo                    | Pts. | PJ | G | E | P | GF  | GC  | Dif. | Clasificación            |       | JUV   | BAR   | KAS   | SJO   |
| ---- | ------------------------- | ---- | -- | - | - | - | --- | --- | ---- | ------------------------ | ----- | ----- | ----- | ----- | ----- |
| 1    | Club Juventud Badalona    | 15   | 6  | 5 | 0 | 1 | 411 | 377 | +34  | Avanza a las semifinales |       | —     | 62–56 | 78–56 | 72–59 |
| 2    | CF Barcelona              | 12   | 6  | 4 | 0 | 2 | 418 | 379 | +39  | Avanza a las semifinales |       | 73–56 | —     | 88–71 | 84–63 |
| 3    | SD Kas                    | 9    | 6  | 3 | 0 | 3 | 436 | 454 | −18  |                          |       | 74–80 | 76–58 | —     | 78–76 |
| 4    | CP San José Irpen Rovilux | 0    | 6  | 0 | 0 | 6 | 382 | 437 | −55  |                          | 59–63 | 51–59 | 74–81 | —     |       |

 Fuente: Linguasport

## Semifinales
Los partidos de ida se jugaron el 2 de abril y los de vuelta el 9 de abril.
| Equipo 1                  | Agr.    | Equipo 2               | Ida   | Vuelta |
| ------------------------- | ------- | ---------------------- | ----- | ------ |
| CB Estudiantes Monteverde | 135–160 | Club Juventud Badalona | 53–72 | 82–88  |
| CF Barcelona              | 130–132 | Real Madrid CF         | 66–68 | 64–64  |

## Final
| 13 de abril de 1972, 19:00 | Club Juventud Badalona             | 77–92                              | Real Madrid CF                     | |  |
| 19:00 GTM+1                | Marcador por tiempos: 30–36, 47–56 | Marcador por tiempos: 30–36, 47–56 | Marcador por tiempos: 30–36, 47–56 | |  |
|                            | Estadísticas Enrique Margall 24    | Pts                                | Estadísticas Emiliano Rodríguez 26 | Pabellón: Palacio de los Deportes de Riazor, La Coruña Asistencia: 4.000 espectadores Árbitros: Eduardo Aznar José Marcé |  |

| Campeón de la Copa del Generalísimo 1972 |
| ---------------------------------------- |
| Real Madrid 14.º título                  |